# 네보이샤 부치체비치
네보이샤 부치체비치(세르비아어: Небојша Вучићевић / Nebojša Vučićević, 1962년 7월 30일~2022년 3월 11일)는 세르비아의 전직 축구 선수이자 축구 감독이다. 현역 시절 포지션은 미드필더였다. 현재 세르비아의 FK 스메데레보의 감독을 맡고 있다. K리그에서 등록명은 우치체를 사용하였으며 미드필더로 활약하였다.
대우 로얄즈 (현 부산 아이파크)에 1991년 입단하여 1991 시즌-1993 시즌 세 시즌 동안 시즌 통산 45경기 1득점-1도움 (정규리그 38경기 1득점-1도움 / 리그컵 7경기 0득점-0도움)의 기록을 남겼다. 라데 보그다노비치가 존경하는 선수로 입단 추천을 하였다.